# Bisolfato di potassio
Il bisolfato di potassio o solfito (mono)acido di potassio (o idrogenosolfato di potassio) è un sale di potassio dell'acido solforico.
A temperatura ambiente si presenta come un solido incolore inodore. È un composto corrosivo.